# ホンダ・キャビーナ
キャビーナ(Cabina)は本田技研工業がかつて製造販売していたスクータータイプのオートバイである。

## 車両解説
1994年9月6日発表、同月15日に発売された量産車としては世界初の屋根付き2輪車である。排気量別に49cc・89ccが設定され以下の3モデルが製造販売された。
キャビーナ50 型式名A-AF33  (原付1種）
キャビーナ50 スタンドアップ 型式名A-AF33 (原付1種）
キャビーナ90 型式名HF06（原付2種 小型自動二輪車）
搭載された空冷2ストローク単気筒エンジンはリードと共用ののAF20E型・HF05E型。車体色は紺色と黒色が設定された。
本モデル最大の特徴である屋根は、ワイパーとウオッシャーを装備する前面大型ウィンドシールドと後方はクラブバーと一体化される状態で形成される。このためライダーの上体には走行風が直接当たることがなくゴーグルやシールド付きのヘルメットを着用しなくても異物が目に入る危険性が低い。またオプションにサイドバイザーが設定され、装着することで雨を直接浴びること無く走行が可能であるが、停車中に横から吹き込む雨や他車による水しぶきなどを防ぐ構造ではないため雨量の多い状況では完全な防御は不可能である。またバックミラーは、上述する屋根構造のためボディーマウント折り畳み式とされた。
屋根の装備により重心位置が高くローリングに対する慣性モーメントならびに前面投影面積の増大といった欠点を補填するために同社製125ccスクーターJF03型スペイシー125の1.255mより長い1.280mのホイールベースやフュージョンに次いで低い670mmのシート高に見られるほか、バッテリー・燃料タンクなどの重量物を車体中央部の低い位置に集中配置するなど徹底した低重心設計とされた。
49㏄・89㏄モデルとも1名乗車とされたシート下部の大容量メットインは、公称36Lと標準的な50cc級スクーターの約2倍である。
1995年に本モデルから屋根を廃した仕様となる姉妹車のブロードを追加発売したほか、1996年4月にマイナーチェンジを実施した。

## 評価
本モデルは以下の理由により市場に受け入れられず販売目標を大きく下回る結果となった。
- 販売開始当初から20万円後半という当時の原付クラスのスクーターとしては高額な車両価格[注 4]
- 屋根付きオートバイという特異なスタイリングであるともに日本国内の同ジャンルでは3輪車となるがジャイロキャノピーが既に認識されていた
- 車体の高い位置に屋根という構造物を持つためローリングモーメントが比較的大きく車重が49㏄モデルでも100kg以上とかさむため軽快感・爽快感・安定性・機動性・機敏性が欠如した

このためユーザーの多くは業務でオートバイの取り回し易さが必要で突然の降雨でもレインコートを着用しないで済むことが利点として享受できる者に限定された。
こうした声に応えようと1995年には上述したブロードを発売。1997年の第32回東京モーターショーには屋根部分を簡単に取り外し可能にし座席下メットインスペースに収納できるキャビーナコンバーチブルが参考出品されたが、晴天時の開放感と雨天時の利便性両立には複雑な構造となり市販は見送り。さらに1999年から排ガス規制が強化され同一エンジンを搭載していたリードは触媒採用の新エンジンに換装のうえフルモデルチェンジが実施されたが、本モデルは生産台数が僅少で販売実績回復の見込みも立たなかったことから2000年製造終了となった。